# Harivarman III
Harivarman III en vietnamien Dịch-lợi Ha-lê-bạt-ma est un roi de la VIIe Dynastie du royaume de Champā il règne de vers 1010 à 1018

## Contexte
Harivarman II est le fils et successeur du roi connu sous le nom de Çri Vijaya. Il est lui-même  nommément connu que par l'ambassade qu'il envoie à la cour de l'empire de Chine en 1010 pour demander son investiture. Il est vraisemblablement le souverain qui envoie en 1011 des « lions » à la cour du Dai Viet et à l’empereur de Chine ainsi qu'une ambassade en 1015. En 1018 son fils et successeur  Paramesvaravarman II demande son investiture à l'empereur Song

## Source
- Georges Maspero Le Royaume De Champa. T'oung Pao, Second Series, Vol. 12, No. 2 (1911) Chapitre VI (Suite) Dynastie VIII 989-1044 p. 72-87 JSTOR, www.jstor.org/stable/4526131. Consulté le 27 décembre 2020.